# くろほね夏まつり
くろほね夏祭り（くろほねなつまつり）は、群馬県桐生市黒保根町で開催される祭りである。

## 概要
桐生市北西部に位置する黒保根町水沼の黒保根運動公園で、毎年8月15日・16日に開催される。桐生市合併前の旧黒保根村時代から続く盆祭りで、初日の8月15日に八木節競演大会の予選が始まり、16日に決勝大会が行われ、祭りの最後には花火大会が催される。わたらせ渓谷鐵道では花火大会終了時刻に合わせて、水沼発桐生行の臨時列車「くろほね夏まつり花火列車」が運行される。
桐生市新里町と黒保根町では盆の中日の8月15日に夏祭りを開催しており、黒保根町の南西に位置する新里町では新里まつりが行われる。